# گیردلتر (مریلند)
گیردلتر (به انگلیسی: Girdletree) شهری در ایالت مریلند کشور ایالات متحده آمریکا است که جمعیت آن در سرشماری سال ۲۰۱۰ میلادی، ۱۴۹ نفر بوده‌است.